# Tmesisternus mehli
Tmesisternus mehli är en skalbaggsart som beskrevs av Christian Ehrenfried Weigel 2008. Tmesisternus mehli ingår i släktet Tmesisternus och familjen långhorningar.
Artens utbredningsområde är Irian Jaya. Inga underarter finns listade i Catalogue of Life.